# Plocealauda
Plocealauda – rodzaj ptaków z rodziny skowronków (Alaudidae).

## Występowanie
Rodzaj obejmuje gatunki występujące w południowej Azji.

## Morfologia
Długość ciała 13,5–16 cm.

## Systematyka
Rodzaj zdefiniował w 2023 roku międzynarodowy zespół zoologów na łamach „Avian Research”. Na gatunek typowy autorzy wyznaczyli (oryginalne oznaczenie) skowrońca plamistego (P. assamica). 

### Etymologia
Plocealauda: zbitka wyrazowa nazw rodzajów: Ploceus Cuvier, 1816 (wikłacz) i Alauda Linnaeus, 1758 (skowronek).

### Podział systematyczny
Do rodzaju należą następujące gatunki:
- Plocealauda microptera (Hume, 1873) – skowroniec birmański
- Plocealauda erythrocephala (Salvadori & Giglioli, 1885) – skowroniec indochiński
- Plocealauda affinis (Blyth, 1845) – skowroniec indyjski
- Plocealauda erythroptera (Blyth, 1845) – skowroniec rdzawoskrzydły
- Plocealauda assamica (Horsfield, 1840) – skowroniec plamisty